# Champagne (Charente-Maritime)
Champagne – miejscowość i gmina we Francji, w regionie Nowa Akwitania, w departamencie Charente-Maritime.
Według danych na rok 1990 gminę zamieszkiwały 482 osoby, a gęstość zaludnienia wynosiła 25 osób/km² (wśród 1467 gmin regionu Poitou-Charentes Champagne plasuje się na 566. miejscu pod względem liczby ludności, natomiast pod względem powierzchni na miejscu 420.).